# Trichocerca
Trichocerca is een geslacht van raderdiertjes uit de familie van de Trichocercidae.

## Soorten
- Trichocerca agnata Wulfert, 1939
- Trichocerca antilopaea (Petr, 1891)
- Trichocerca artmanni (Zelinka, 1927)
- Trichocerca bambekei (Mola, 1913)
- Trichocerca bicristata (Gosse, 1887)
- Trichocerca bicurvicornis (Mola, 1913)
- Trichocerca bicuspes (Pell, 1890)
- Trichocerca bidens (Lucks, 1912)
- Trichocerca bilunaris Blainville, 1830
- Trichocerca brachydactyla (Glascott, 1893)
- Trichocerca brachyura (Gosse, 1851)
- Trichocerca braziliensis (Murray, 1913)
- Trichocerca brevidactyla (Daday, 1889)
- Trichocerca calypta (Gosse, 1886)
- Trichocerca capucina (Wierzejski & Zacharias, 1893)
- Trichocerca caspica (Tschugunoff, 1921)
- Trichocerca cavia (Gosse, 1886)
- Trichocerca chattoni (Beauchamp, 1907)
- Trichocerca cimolia (Gosse, 1886)
- Trichocerca collaris (Rousselet, 1896)
- Trichocerca compressa Edmondson, 1938
- Trichocerca cryptodus Hauer, 1937
- Trichocerca cuspidata (Stenroos, 1898)
- Trichocerca cylindrica (Imhof, 1891)
- Trichocerca dixonnuttalli (Jennings, 1903)
- Trichocerca edmondsoni (Myers, 1936)
- Trichocerca elongata (Gosse, 1886)
- Trichocerca euodonta (Hauer, 1937)
- Trichocerca flagellata Hauer, 1937
- Trichocerca flava (Voronkov, 1907)
- Trichocerca gillardi Koste, 1978
- Trichocerca gracilis (Tessin, 1890)
- Trichocerca harveyensis Myers, 1942
- Trichocerca helminthodes (Gosse, 1886)
- Trichocerca heterodactyla (Tschugunoff, 1921)
- Trichocerca iernis (Gosse, 1887)
- Trichocerca insignis (Herrick, 1885)
- Trichocerca insolens (Myers, 1936)
- Trichocerca insulana (Hauer, 1937)
- Trichocerca intermedia (Stenroos, 1898)
- Trichocerca kostei Segers, 1993
- Trichocerca lata (Jennings, 1894)
- Trichocerca longiseta (Schrank, 1802)
- Trichocerca longistyla (Olofsson, 1918)
- Trichocerca lophoessa (Gosse, 1886)
- Trichocerca macera (Gosse, 1886)
- Trichocerca maior (Hauer, 1935)
- Trichocerca marina (Daday, 1890)
- Trichocerca microstyla (Daday, 1901)
- Trichocerca mollis Edmondson, 1936
- Trichocerca mucosa (Stokes, 1896)
- Trichocerca mucripes Ahlstrom, 1938
- Trichocerca multicrinis (Kellicott, 1897)
- Trichocerca murchiearum Edmondson, 1936
- Trichocerca mus Hauer, 1938
- Trichocerca musculus (Hauer, 1936)
- Trichocerca myersi (Hauer, 1931)
- Trichocerca nitida Harring, 1914
- Trichocerca obtusidens (Olofsson, 1918)
- Trichocerca orca (Murray, 1913)
- Trichocerca ornata Myers, 1934
- Trichocerca parvula Carlin, 1939
- Trichocerca pediculus Remane, 1949
- Trichocerca plaka Myers, 1938
- Trichocerca platessa Myers, 1934
- Trichocerca porcelloides Bērzinś, 1982
- Trichocerca porcellus (Gosse, 1851)
- Trichocerca pusilla (Jennings, 1903)
- Trichocerca pygocera (Wiszniewski, 1932)
- Trichocerca rattus (Müller, 1776)
- Trichocerca rectangularis Evens, 1947
- Trichocerca relicta Donner, 1950
- Trichocerca ripli Bērzinś, 1973
- Trichocerca rosea (Stenroos, 1898)
- Trichocerca rotundata Myers, 1937
- Trichocerca rousseleti (Voigt, 1902)
- Trichocerca ruttneri Donner, 1953
- Trichocerca scipio (Gosse, 1886)
- Trichocerca sejunctipes (Gosse, 1886)
- Trichocerca similis (Wierzejski, 1893)
- Trichocerca stylata (Gosse, 1851)
- Trichocerca sulcata (Jennings, 1894)
- Trichocerca tapeinotes Ahlstrom, 1938
- Trichocerca taurocephala (Hauer, 1931)
- Trichocerca tenuidens (Hauer, 1931)
- Trichocerca tenuior (Gosse, 1886)
- Trichocerca tigris (Müller, 1786)
- Trichocerca uncinata (Voigt, 1902)
- Trichocerca unidens (Stenroos, 1898)
- Trichocerca vargai Wulfert, 1961
- Trichocerca vassilijevae Kutikova, 1985
- Trichocerca vernalis (Hauer, 1936)
- Trichocerca voluta (Murray, 1913)
- Trichocerca weberi (Jennings, 1903)